# 14 f.Kr.
14 f.Kr. var ett normalår som började en tisdag i den proleptiska julianska kalendern, men i verkligheten antingen ett normalår som började en torsdag eller fredag, eller ett skottår som började en onsdag, torsdag eller fredag i den julianska kalendern (se skottårsfelet i den julianska kalendern för mer information).

## Händelser

### Efter plats

#### Romerska riket
- Staden Gap i Gallien erövras av den romerske kejsaren Augustus.
- Staden Augusta Vindelicorum grundas av Augustus.

## Födda
- Agrippina d.ä., dotter till Marcus Vipsanius Agrippa och Julia d.ä. (född omkring detta år)
- Claudia Pulchra, dotter till Lucius Aemilius Lepidus Paullus och Claudia Marcella Minor